# Кливланд Браунс
„Кливлънд Браунс“ (на английски: Cleveland Browns) е клуб по американски футбол, базиран в Кливлънд, Охайо.
Отборът на клуба се състезава в Северната дивизия на Американската футболна конференция на Националната футболна лига. Клубът е създаден през 1946 и се присъединява към Лигата през 1950 г.
През 1995 г. тогавашният собственик на клуба Арт Модъл решава да го премести в Балтимор, Мериленд. Идеята не се приема от феновете, спонсорите и градската управа на Кливлънд и те завеждат множество дела. В крайна сметка клубът на Арт Модъл е преместен, като се преименува на „Балтимор Рейвънс“. Кливлънд запазва името, историята и титлите на клуба и през 1999 г., след 3-годишно прекъсване, „Браунс“ продължават участието си в НФЛ.
Имат 4 шампионски титли от All-America Football Conference (ААФК) (1946, 1947, 1948, 1949). 4 пъти са и шампиони на НФЛ (1950, 1954, 1955, 1964), но след обединението на Американската Футболна Лига (АФЛ) и Националната Футболна Лига (НФЛ) през 1970 не са играли във финален мач. Те са един от четирите отбора, които не са участвали във Супербоул.
Браунс играят домакинските си срещи на построения през 1999 ФърстЕнерджи Стейдиъм. Капацитетът му е 73 200 души.

## Факти
Основан: през 1946; присъединява се към Националната футболна лига през 1950 след разпадането на All-America Football Conference (ААФК)
Основни „врагове“: Питсбърг Стийлърс, Синсинати Бенгалс, Балтимор Рейвънс
Носители на Супербоул: (0)
Шампиони на ААФК: (4)
- 1946, 1947, 1948, 1949

Шампиони на НФЛ: (4)
- 1950, 1954, 1955, 1964

Шампиони на конференцията: (11)
- НФЛ Американска: 1950, 1951, 1952
- НФЛ Източна: 1953, 1954, 1955, 1957, 1964, 1965, 1968, 1969

Шампиони на дивизията: (13)
- ААФК Запад: 1946, 1947, 1948, 1949
- НФЛ Сенчъри: 1967, 1968, 1969
- АФК Център: 1971, 1980, 1985, 1986, 1987, 1989

Участия в плейофи: (28)
- ААФК: 1946, 1947, 1948, 1949
- НФЛ: 1950, 1951, 1952, 1953, 1954, 1955, 1957, 1958, 1964, 1965, 1967, 1968, 1969, 1971, 1972, 1980, 1982, 1985, 1986, 1987, 1988, 1989, 1994, 2002